# پارک ملی پیرنه
پارک ملی پیرنه (به فرانسوی: Parc national des Pyrénées) یک پارک ملی در فرانسه است که در اوت-پیرنه واقع شده‌است.

## میراث جهانی
این پارک در فهرست میراث جهانی یونکسو ثبت شده است.